# Jeffrey Wooldridge
Pour les articles homonymes, voir Wooldridge.
Jeffrey Wooldridge est un économètre américain. Il est University Distinguished Professor d'économie à l'Université d'État du Michigan.
Il est principalement connu pour ses deux manuels de références en économétrie : 
- Introductory Econometrics: A Modern Approach (6ème édition, 2016)
- Econometric Analysis of Cross Section and Panel Data (2ème édition, 2010)[1],[2].

## Biographie
En 1986, il obtient un Ph.D. en économie à l'Université de Californie à San Diego.
De 1986 à 1991, il est professeur assistant au Massachusetts Institute of Technology. Il enseigne à l'Université d'État du Michigan à partir de 1991,.

## Distinctions
Il est research fellow de l'Institute of Labor Economics à partir de 2009 et membre de plusieurs sociétés savantes.

## Publications
(en) Jeffrey Wooldridge, Econometric Analysis of Cross Section and Panel Data, Cambridge, MIT Press, 2002, 7e éd., 776 p. (ISBN 978-0-262-23219-7, LCCN 2001044263, lire en ligne)